# Bruno Urribarri
Bruno Urribarri (General Campos, 6 de novembro de 1986) é um futebolista profissional argentino que atua como lateral-esquerdo, atualmente joga no Patronato.
O jogador é filho do político Sergio Urribarri, ex-governador da província de Entre Ríos.

## Títulos
River Plate
- Recopa Sul-Americana : 2015
- Copa Sul-Americana: 2014
- Campeonato Argentino: 2013-14